# Сан-Себастьян-де-ла-Гомера
Сан-Себастьян-де-ла-Гомера (ісп. San Sebastián de la Gomera) — муніципалітет в Іспанії, у складі автономної спільноти Канарські острови, у провінції Санта-Крус-де-Тенерифе, на острові Ла-Гомера. Населення — 9092 особи (2010).
Муніципалітет розташований на відстані близько 1840 км на південний захід від Мадрида, 90 км на південний захід від Санта-Крус-де-Тенерифе.
На території муніципалітету розташовані такі населені пункти: (дані про населення за 2010 рік)
- Ель-Атахо: 45 осіб
- Аямосна: 6 осіб
- Барранко-де-Сантьяго: 81 особа
- Бенчихігуа: 2 особи
- Ель-Кабріто: 17 осіб
- Чехеліпес: 38 осіб
- Інчереда: 13 осіб
- Хердуньє: 18 осіб
- Ель-Хорадо: 26 осіб
- Лагуна-де-Сантьяго: 363 особи
- Ла-Лаха: 105 осіб
- Ло-дель-Гато: 16 осіб
- Ломіто-Фрагосо-і-Ондурас: 86 осіб
- Ель-Молініто: 455 осіб
- Сан-Антоніо-і-Пілар: 49 осіб
- Сан-Себастьян-де-ла-Гомера: 7483 особи
- Техіаде: 32 особи
- Лас-Тоскас: 10 осіб
- Вегаіпала: 14 осіб
- Тесіна: 233 особи

## Демографія
Динаміка населення (INE ):

## Галерея зображень

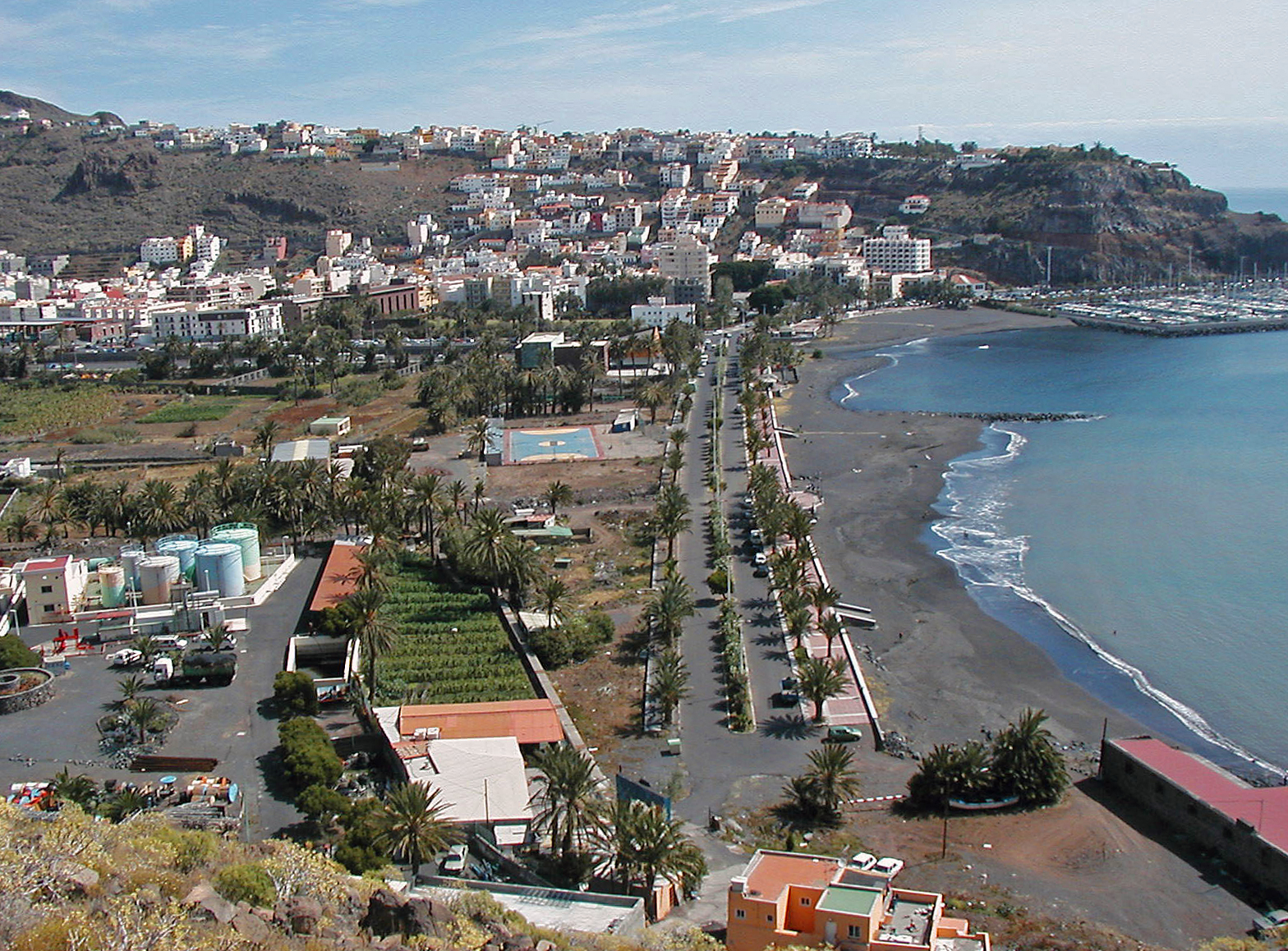
Місто
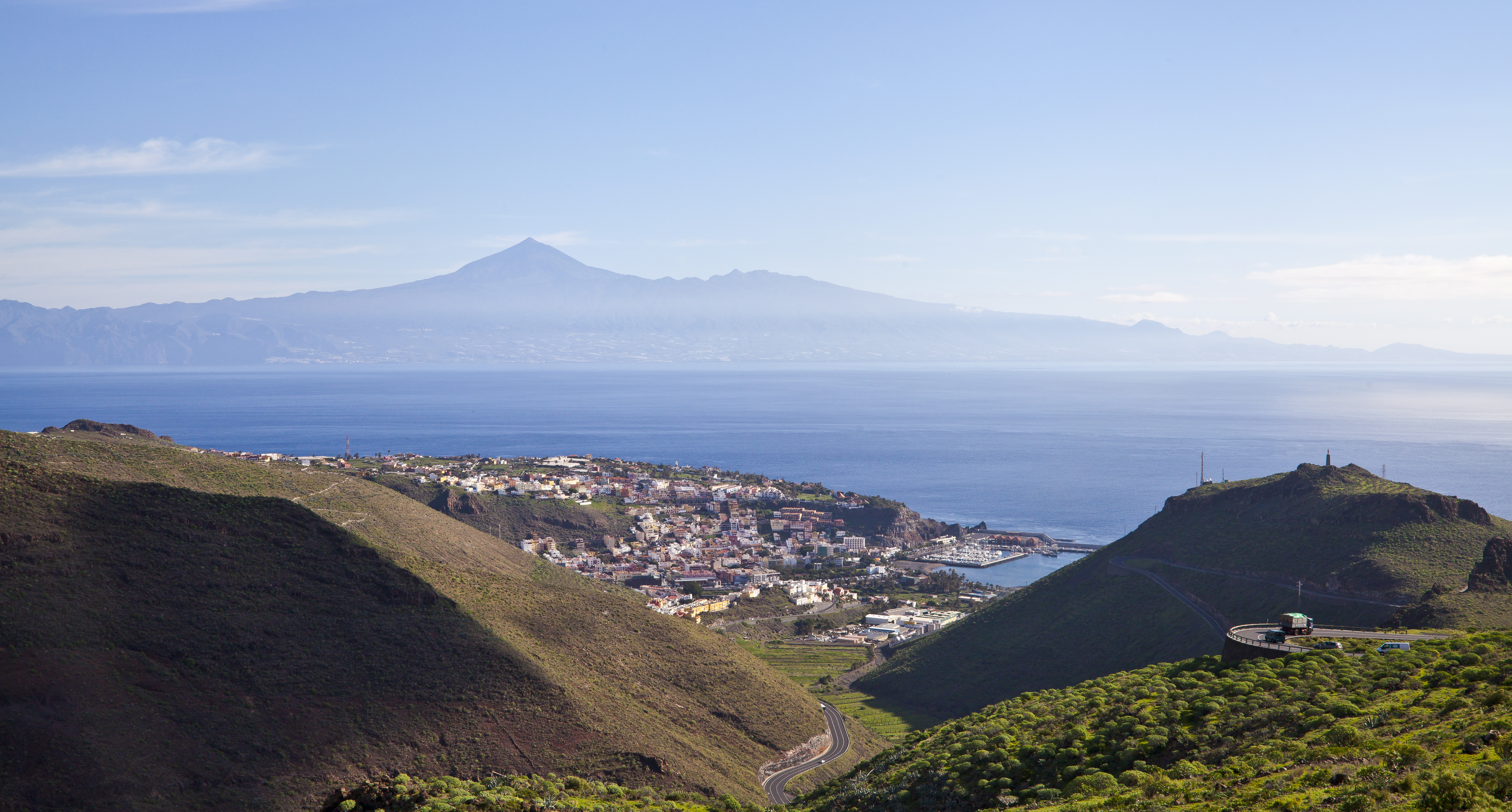
панорама
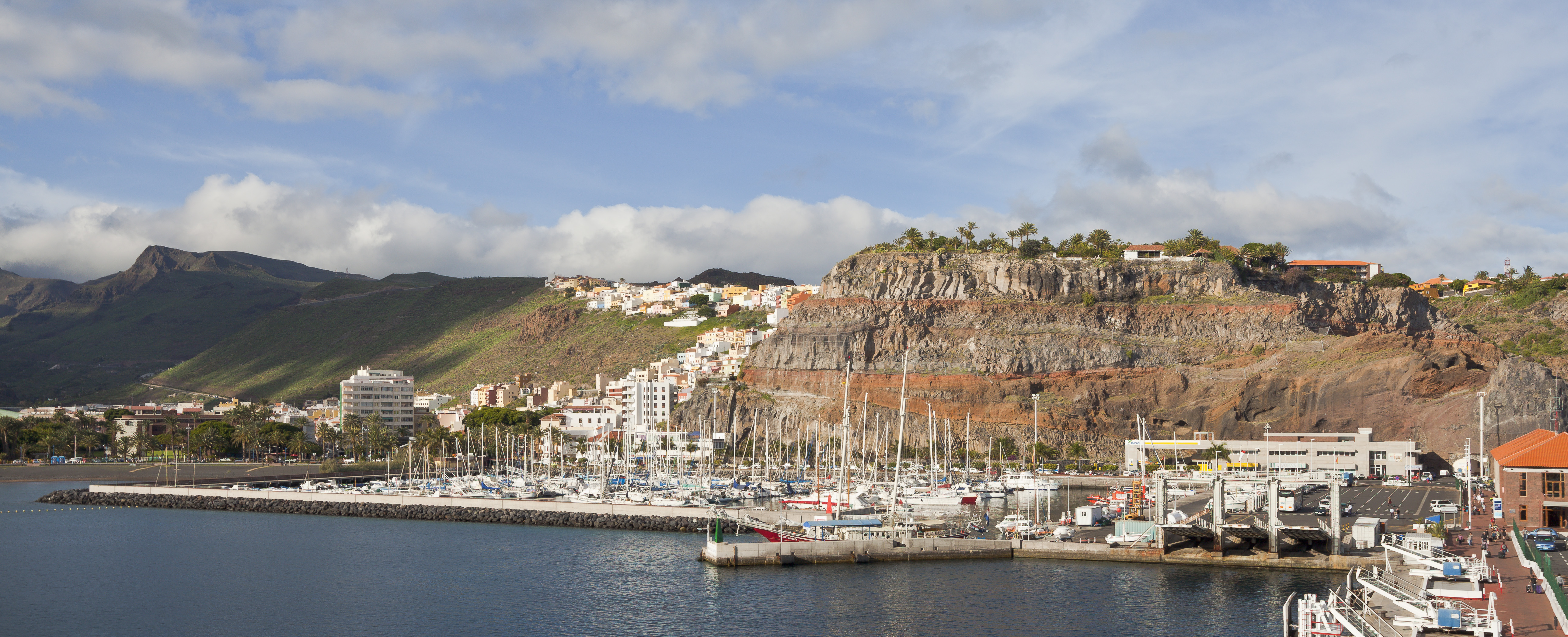
порт
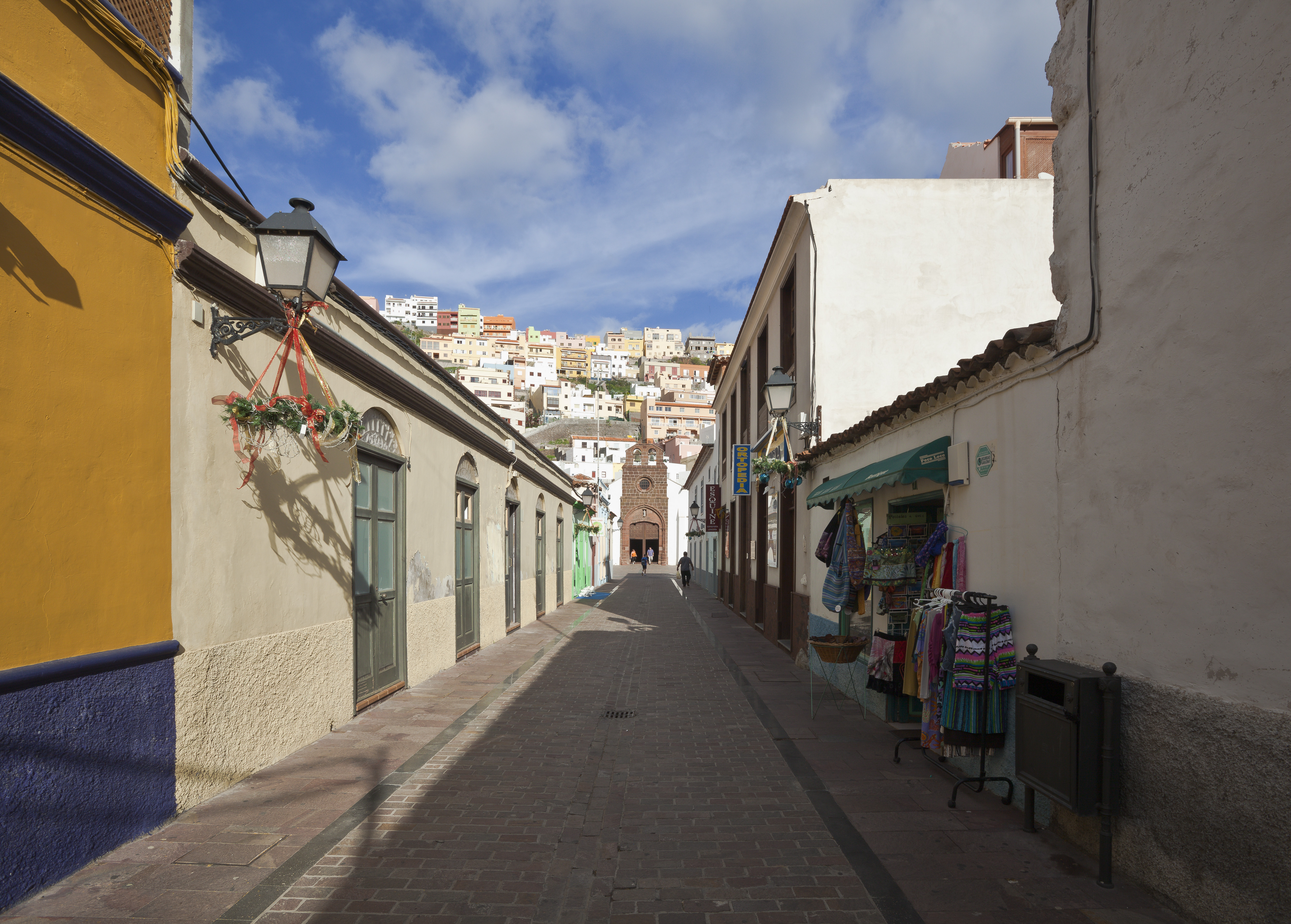
вулиця в старому місті
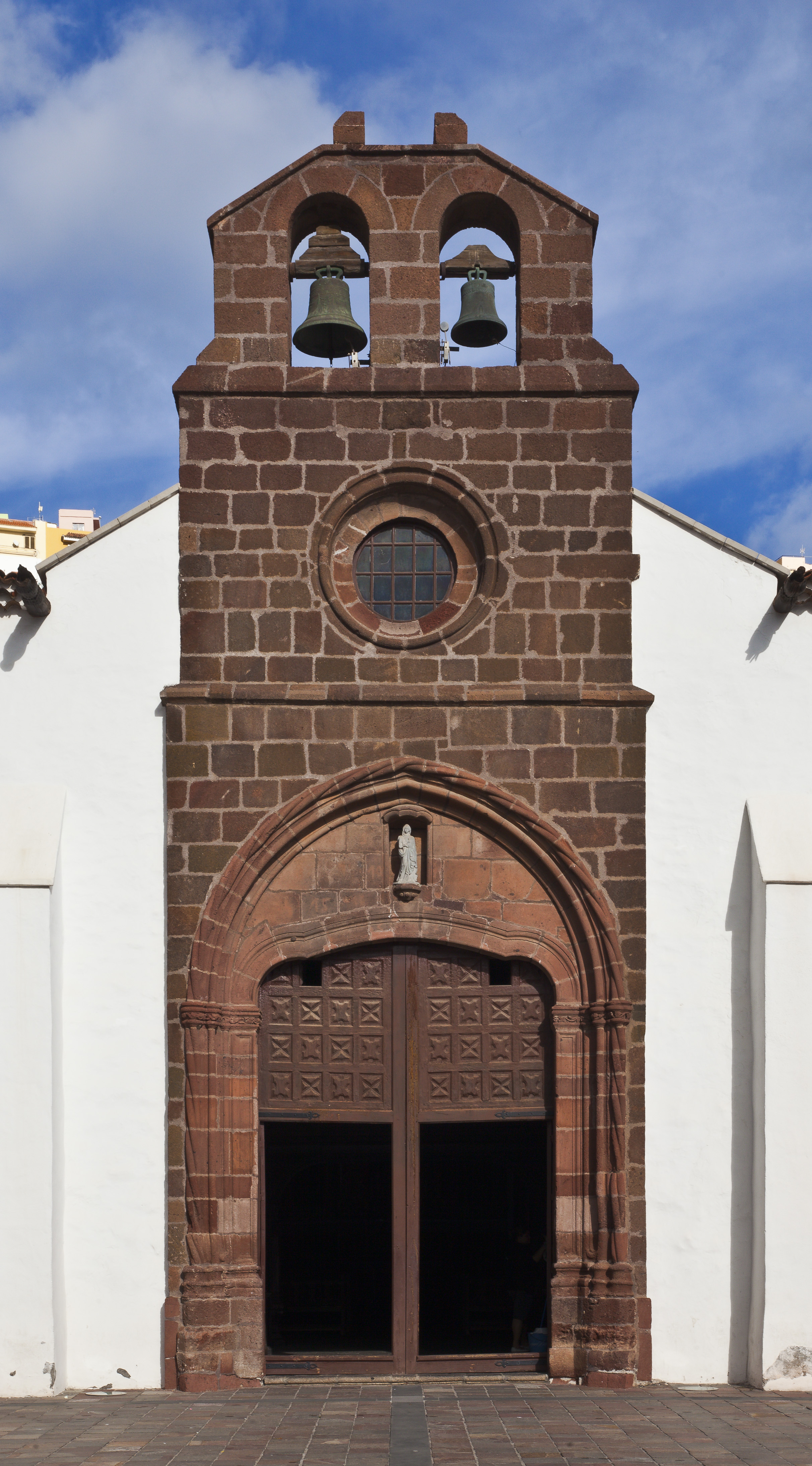
Церква Божої Матері Успіння